# Richard Hamilton (Schauspieler)
Richard Wesley Hamilton (* 31. Dezember 1920 in Chicago, Illinois; † 21. Dezember 2004 in New York) war ein US-amerikanischer Film- und Theaterschauspieler sowie Radiosprecher.

## Leben und Werdegang
Der in Illinois geborene Hamilton wuchs in Kalifornien auf, wo er das Pasadena Junior College besuchte und am Pasadena Playhouse erste schauspielerische Erfahrungen sammelte. Er arbeitete auch bei verschiedenen Radiosendern an der Westküste, bevor er nach New York ging, wo er an Off-Broadway- und Broadway-Theatern auftrat. Unter anderem trat er in Sam Shepards 1979 mit dem Pulitzer-Preis ausgezeichneten Stück Vergrabenes Kind auf.
Seit den 1960er Jahren trat Hamilton auch in Fernseh- und Kinoproduktionen auf. Eine seiner bekanntesten Rollen hatte er als alter Agent Dee in der Science-Fiction-Komödie Men in Black an der Seite von Tommy Lee Jones.
Hamilton verstarb im Dezember 2004 in seinem Haus in den Catskill Mountains. Er hinterließ seine Frau Marilyn Morgan Hamilton, mit der er 50 Jahre verheiratet war, sowie eine Tochter und einen Sohn.

## Filmografie (Auswahl)
- 1963: Gnadenlose Stadt (Naked City, Fernsehserie, eine Folge)
- 1963: Ladybug Ladybug
- 1966: No. 4
- 1969: Trilogy
- 1971: Hospital (The Hospital)
- 1976: Das Geheimnis der Libelle (Dragonfly)
- 1980: F.D.R.: The Last Year (Fernsehfilm)
- 1980: Der starke Wille (Resurrection)
- 1981: Arthur – Kein Kind von Traurigkeit (Arthur)
- 1981–1982: Bret Maverick (Fernsehserie, 17 Folgen)
- 1982: I’m Dancing as Fast as I Can
- 1983: Was soll Dixie denn im Kloster (Dixie: Changing Habits, Fernsehfilm)
- 1983: Silkwood
- 1984: Protocol – Alles tanzt nach meiner Pfeife (Protocol)
- 1985: Die Himmelsstürmer (Heaven Help Us)
- 1985: Der Volltreffer (The Sure Thing)
- 1985: Pale Rider – Der namenlose Reiter (Pale Rider)
- 1986: Das abenteuerliche Leben des John Charles Fremont (Dream West, Miniserie)
- 1987: Wolfsmilch (Ironweed)
- 1989: Zurück aus der Hölle (In Country)
- 1990: Der Mond über Plymouth (Plymouth)
- 1992: Meh’ Geld (Mo' Money)
- 1993: Sommersby
- 1994: Auf brennendem Eis (On Deadly Ground)
- 1997: Men in Black
- 1997: Wieder allein zu Haus (Home Alone 3)
- 1998: Zack & Reba (Zack and Reba)
- 1999: Message in a Bottle – Der Beginn einer großen Liebe (Message in a Bottle)
- 2001: Die Engel vom Dachboden (Angels in the Attic)
- 2002: Tötet Smoochy (Death to Smoochy)